# Église Saint-Quentin de Tournai
Pour les articles homonymes, voir église Saint-Quentin.

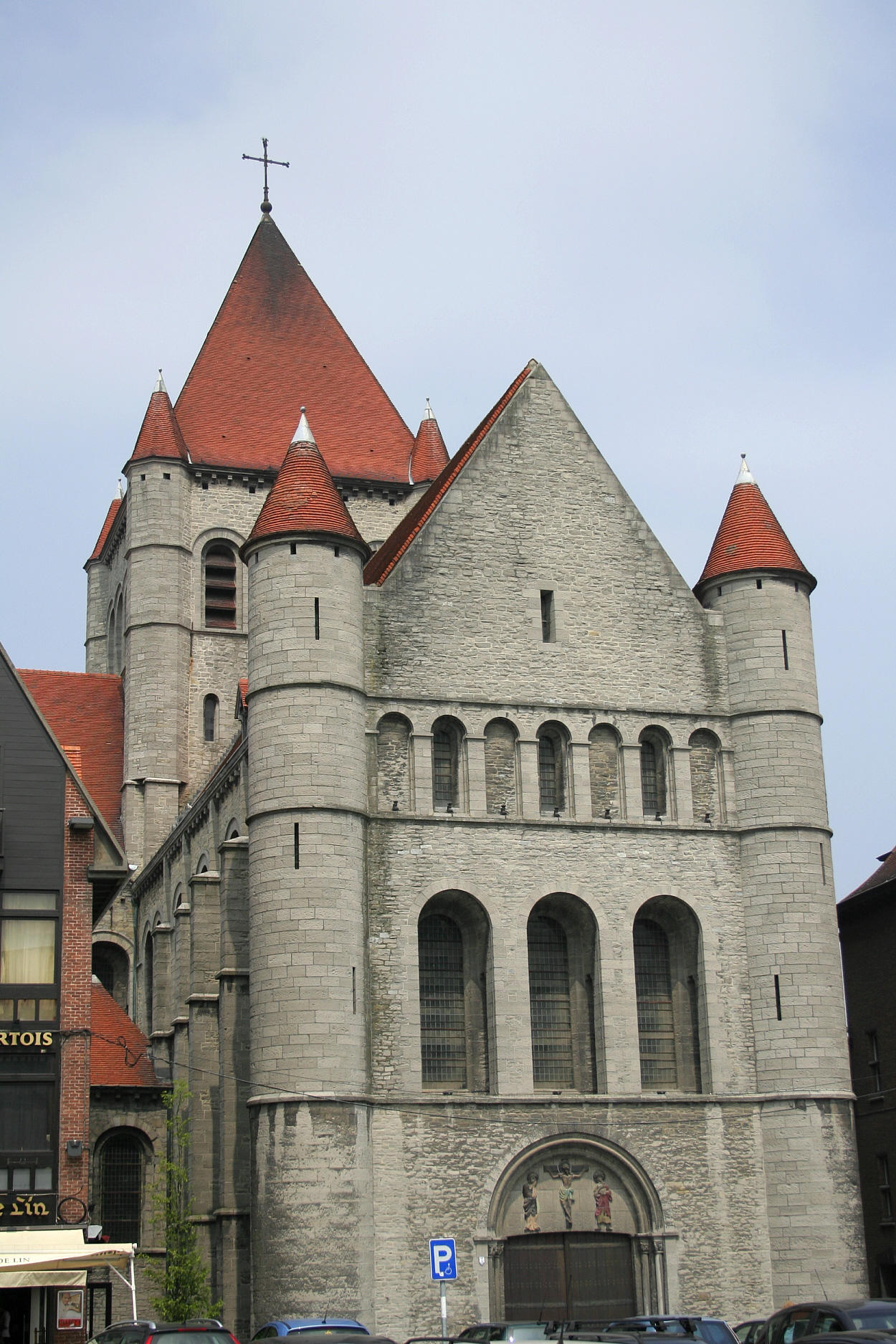
Église Saint-Quentin vue de la Grand-Place

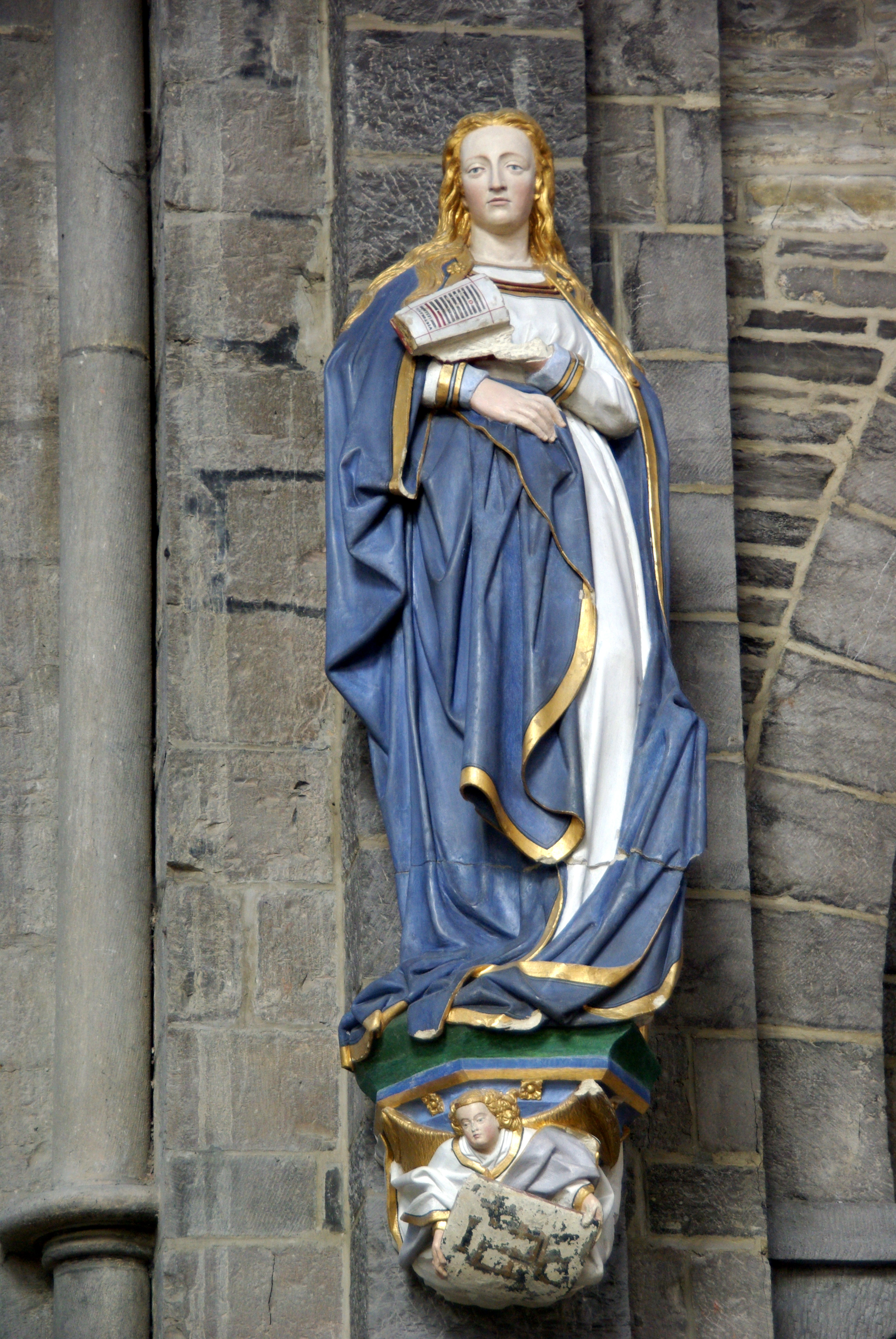
Vierge (1428), par Jean Delemer.

L’église Saint-Quentin est une église de style roman (XIIe siècle) située à l'extrémité de la Grand-Place de la ville de Tournai (Belgique).  

## Histoire

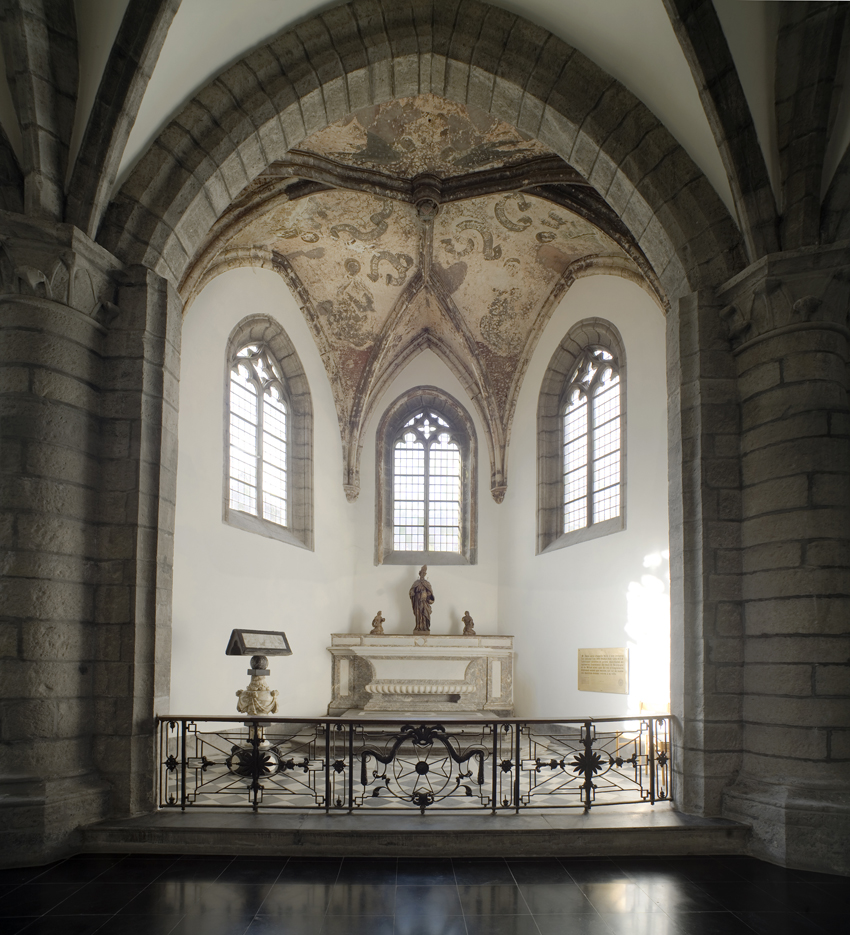
Chapelle axiale reconstruite par Pasquier Grenier en 1464-1469

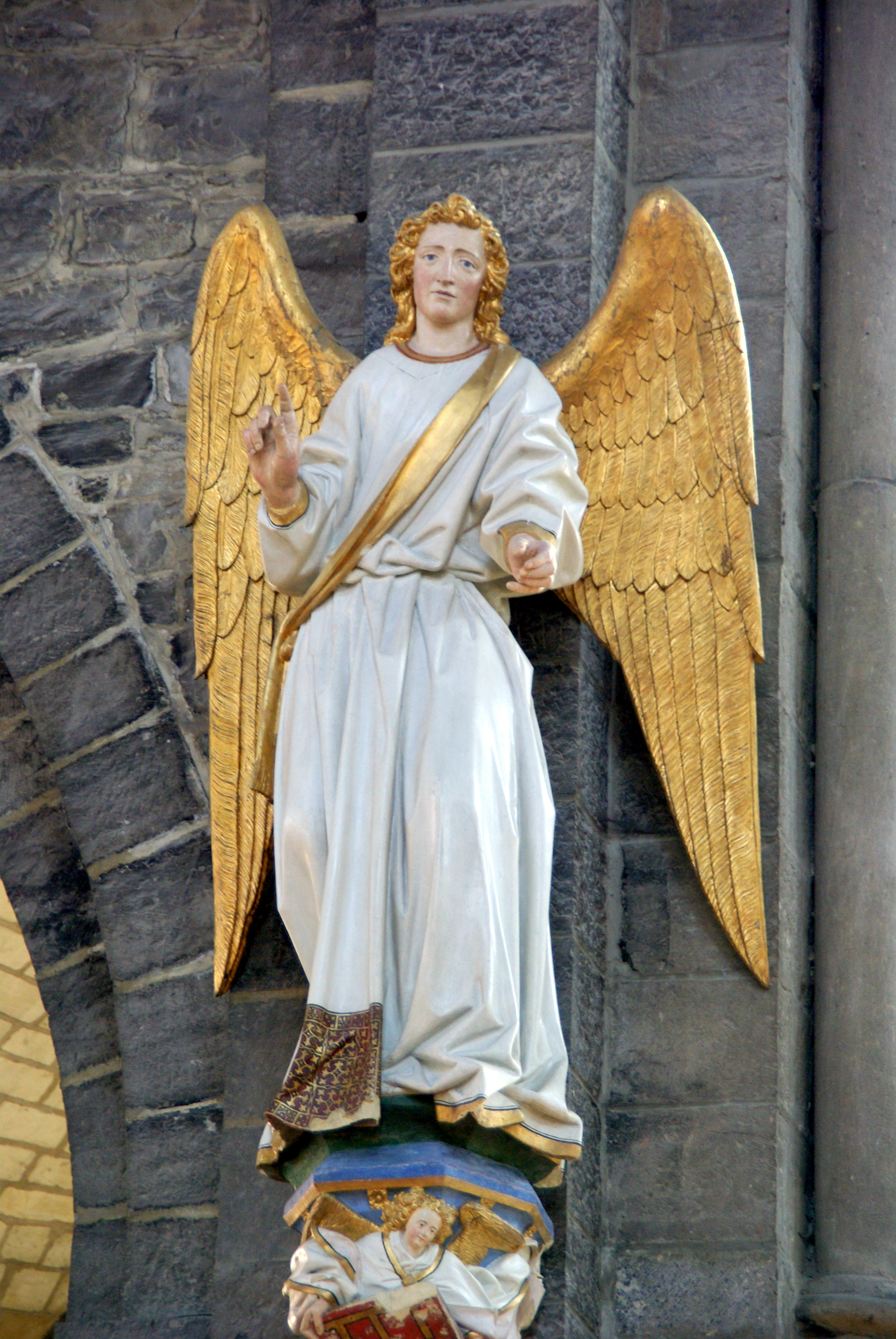
L'archange Gabriel (1428), par Jean Delemer.

L'origine de l'église est sans doute liée à l'existence d'un grand cimetière à l'époque gallo-romaine sur le site actuel de la Grand-Place.
L'église a été construite au XIIe siècle. Le riche tisserand de tapisserie Pasquier Grenier fit ajouter l'allée et trois chapelles en 1464, après quoi il fut enterré dans l'église en 1493.
Elle a été gravement endommagée lors d'un bombardement de la Luftwaffe en mai 1940.

## Description
Sa nef romane date de la fin du XIIe siècle. Le transept et le chœur avec voûtes en ogive marquent la transition entre le roman et le gothique. 
Un texte du XVIIe siècle, copie d'un texte du XVe siècle disparu, nous apprend que « le chœur avec les trois chapelles qui sont derrières ont été renouvelées en 1469 depuis les fondations ; Pasquier Grenier, citoyen de Tournai, et son épouse Marguerite de Lannoy ont promu et donné l'argent  en vue de l'érection de huit colonnes qui soutiennent  les voûtes du chœur, et ensuite de la chapelle qui est derrière le maître-autel, à construire à leur frais, en laquelle ils fondèrent quatre messes hebdomadaires ». Pasquier Grenier était un bourgeois de Tournai, fabricant de tapisseries et fournisseur du duc de Bourgogne Philippe le Bon pour qui il a réalisé une Histoire d'Alexandre en 1459. À partir de 1464 il avait fait construire le déambulatoire du chœur de l'église et trois chapelles, dont la chapelle axiale dédiée au saint Sacrement, terminés en 1469. Il a été inhumé dans la chapelle du saint Sacrement en 1493. En 1475, il a donné à l'église Saint-Quentin une tenture des Sept Sacrements, ad ornementatum chori, qui a été retrouvée en Angleterre, et sur laquelle il s'était probablement fait représenté avec les membres de sa famille,.
Le chœur est fermé d'une balustrade de marbre qui date du XVIIe siècle. La tour centrale date du XIIIe siècle et est décorée par un double triforium. Un grand orgue G. Delmotte datant de 1987 (3 claviers / pédalier, 36 jeux) est installé dans le transept droit.
Le tombeau de Jacques Castaigne se trouve dans l'une des deux chapelles d'angles, entre nef et transept.
Le 25 mars 2010, furent installées deux statues composant le groupe dit de l'Annonciation, soit la Vierge et l'archange Gabriel. Ces sculptures sont attribuées au sculpteur tournaisien Jean Delemer (en).
Ces deux sculptures sont en pierre blanche d'Avesnes, mesurent environ 1,80 m de haut et furent réalisées en 1428.

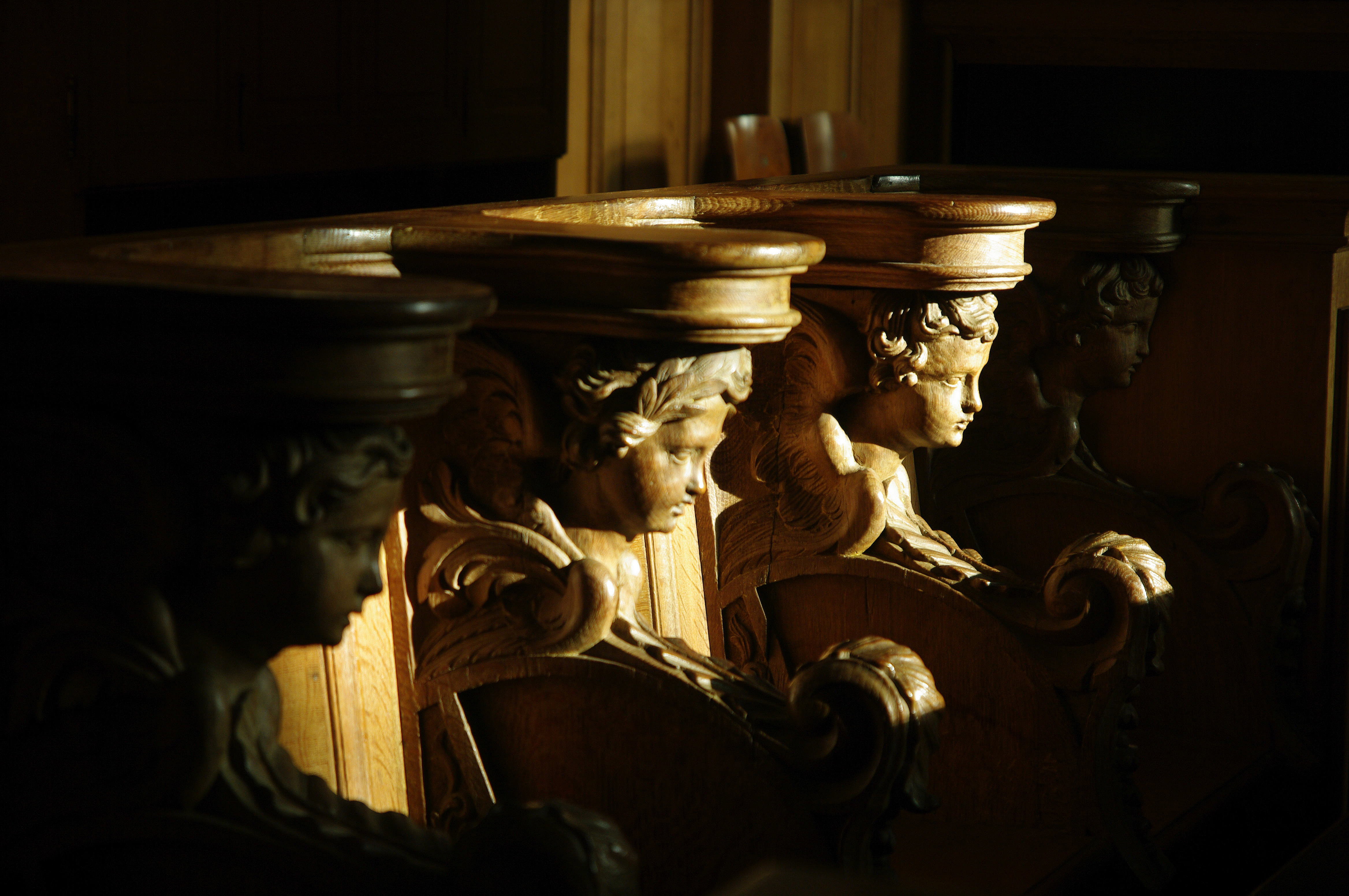
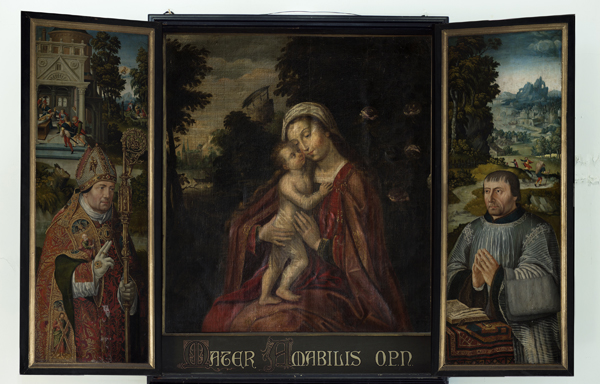
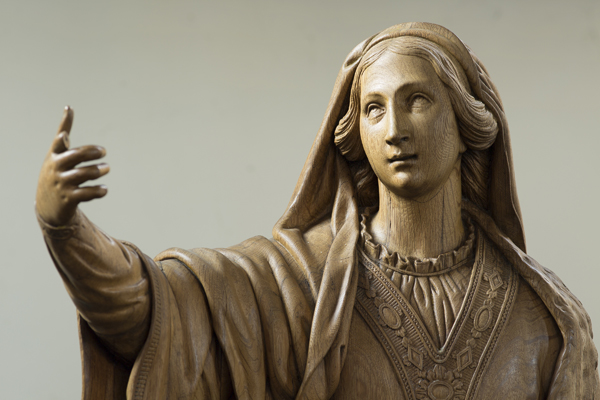